# Perdono, mio Dio
Perdono, mio Dio (Pardon, mon Dieu) aussi connu sous le nom de Il Peccatore penitente est un cantique pénitentiel chrétien d'origine italienne très fréquemment repris dans les processions de la Semaine sainte, spécialement en Corse.

## Histoire

### Origine franciscaine: le dernier cri du Chemin de Croix
Léonard de Port-Maurice, réformateur franciscain, est à l'origine d'un nouvel élan missionnaire au départ du couvent de Saint Bonaventure sur le Mont Palatin à Rome, où il développe le Chemin de Croix en 14 stations, tel qu'il s'est diffusé comme une dévotion universelle des chrétiens catholiques. En 1739, il publie sa Via Sacra, Spianata ed Illuminata qui contient en postface le cantique du Perdono, mio Dio, qui conclut le Chemin de Croix.

### Diffusion franciscaine: vers une dévotion populaire
En 1762, un autre franciscain, Giambattista di Nazzano, reprend ce cantique comme invitatoire avec quelques modifications mineures des versets et l'intègre au livret spirituel pubié à Rome pour les missionnaires franciscains, indiquant ainsi une véritable intégration du cantique dans la spiritualité franciscaine.
En 1786, Perdono mio Dio est publié à Vicenza dans un recueil de cantiques et considéré comme un des meilleurs et des plus répandus. Il se répand ainsi au-delà de la sphère franciscaine et romaine: en effet, le recueil indique que ce chant est "pour l'usage des missions".
Il demeure néanmoins populaire à Rome au cours du XIXe siècle comme un témoigne une journaliste anglaise en 1870. Le ritornello, entonné par un prêtre à la fin du Chemin de Croix, est repris en chœur par tous les fidèles dans la langue vernaculaire, l'italien.
En 1933, Perdono, mio Dio, est encore un cantique populaire en Italie que l'on retrouve dans les premiers hymnaires paroissiaux de la péninsule italienne.

### Traditions corses: le chant du Vendredi saint
En Corse, le cantique Perdono, mio Dio est considéré comme "le chant du Vendredi saint". S'il est encore chanté à Pietracorbara ou Tralonca, il est particulièrement célèbre à Bonifacio et à Sartène. Les premiers Frères franciscains sont arrivés à Sartène en 1630, expulsés lors de la Révolution, période où le couvent est transformé en caserne, les frères font leur retour dans l'île en 1830. Cette présence aussi longue explique l'influence de sa spiritualité franciscaine sur les pénitents corses.
En Corse, le Perdono est traditionnellement entonné par un soliste et repris en choeur par tous les pénitents et les fidèles après U lamentu di Ghjesù.

### Un approfondissement théologique de la valeur de la souffrance
À partir des années 1960, le sens de la souffrance évolue dans la société et un certain courant condamne le "dolorisme" des processions du Vendredi saint et en particuier du Perdono, mio Dio. Ainsi, en 1969, l'évêque de Corse, Monseigneur André Collini, demande même, mais en vain, de changer ces traditions pour la Semaine sainte à Sartène . Le Pape Jean-Paul II a voulu répondre à ces interrogations dans sa lettre apostolique Salvifici doloris (Le sens salvifique de la souffrance) du 11 février 1984. Jean-Paul II rappelle que Jésus a manifesté une grande compassion et une grande miséricorde à l'égard de  ceux qui souffrent. Le Christ a pardonné à ses bourreaux et ainsi a détaché l'image du mal de la souffrance en la convertissant en amour. Depuis les années 1990, les cantiques pénitentiels revivent, comme à Premana en Italie par exemple ou encore en Corse, où les processions attirent chaque année un grand concours de fidèles et où le Perdono, mio Dio, est chanté de façon lancinante avec les paroles mêmes de Saint Léonard de Port-Maurice.

## Musique
Le cantique du Perdono; Mio Dio est bâti sur une structure musicale très en vogue en Italie et en Corse durant la fin de la Renaissance et au début de l'époque baroque: " la Folia di Spagna ". Ce sont les lignes de basse qui font les harmonies et servent de squelette, de structure à la composition du chant. Les mêmes lignes musicales et le thème pénitentiel sont repris dans la version castillane intitulée Pecador, contempla qui date également du XVIIIe siècle: chanté en procession le Jeudi saint, il est encore utilisé à ce jour par exemple dans La Rioja ou encore pendant la Semaine sainte à Valladolid où il est interprété en alternance par deux chœurs à l'avant et à l'arrière de l'imposant cortège. L'usage de ces mélodies est critiquée dès 1888 par les Jésuites dans la Civiltà Cattolica qui s'en prennent aux missionnaires Berardi et Graziani qui diffusent entre autres Perdono, mio Dio: pour les Jésuites, certaines de ces mélodies sont "triviales et indignes de nos églises". Ces mélodies perdurent pourtant dans la polyphonie corse. Contrairement à la version de la confrérie de Lavatoghju ou celle de Sartène ou encore de Bonifacio, celle d'Aregnu est plus lente et le chant se fait à l'unisson. Il n'y a pas d'appel ou de "chjama" comme dans la version précédente.

## Paroles
Les paroles originales du cantique Il Peccatore penitente rédigé par Léonard de Port-Maurice comporte 40 strophes, qui font écho aux quarante jours du Carême. Les versions de Sartène et de Campana reprennent strictement les strophes de Léonard de Port-Maurice de la première à la troisième, le quatrième et la cinquième sont d'origine inconnues ; la sixième strophe correspond à la sixième de Léonard de Port-Maurice, la cinquième de ce dernier ayant été omise.
| Version de Sartène (2021) | Version de Campana (2006) | Version des missionnaires Berardi et Graziani (1888) | |
| --- | --- | --- | --- |
| Perdono mio Dio Mio Dio perdono Perdono mio Dio Mio Dio pietà. Purtroppo vi offesi Confesso Signore Con sommo rossore La mia iniquità. Io son quell'ingrato Che voi redentore Scacciai dal mio cuore Con tanta empietà. Io son quel superbo Che voi oltraggiai E nulla curai Sì grande maestà. A l’oro anelando Con somma ingiustizia Bramo mia avarizia L'altre facoltà. Se vidi un mendico Ahi fiero rimorso Negai dar soccorso A sua povertà. Per corpo ribelle Lasciai il mio Dio Or piangi cuor mio La tua cecità. | Perdono mio DioMio Dio perdonoPerdono mio DioPerdono pietà1. - Pur troppo vi offesi Confesso o Signore Con sommo rossore La mia iniquità 2. - Io son quell'ingrato Che voi Redentore Scacciai dal mio cuore Con tanta empietà 3. - Io son quel superbo Che voi oltraggiai E nulla curai Sì gran Maestà 4.- All'oro anelando Con somma ingiustizia Bramò mia avarizia Le altrui facoltà 5. - Se vidi un mendico Ahi fiero rimorso Negai dar soccorso A sua povertà 6. - Pel corpo ribelle Lasciai il mio Dio Or piangi cor mio La tua cecità 7. - Ardendo di sdegno Al cielo rivolto Con torbido volto Con gran ferità 8. - Scagliò questa lingua Sacrileghe voci Bestemmie feroci Ahi cieca empietà 9. - Il prossimo offesi E ardito oltraggiai Né punto curai La sua carità 10. - Maligna ne gli altri Odiò la grandezza Odiò l'allegrezza La mia iniquità 11. - Servendo a la gola Da me fu lontana Virtude cristiana Sincera bontà 12. - Odioso e infingardo Da me fu negletto Ogni atto ogni detto Di vera pietà 13. - E quindi il ben fatto Fu sempre apparente Celando a la gente La mia infedeltà 14. - Dicevami il core Di novo il peccato Il verbo incarnato In croce porrà 15. - E pur fui sì ardito Che a Cristo mia vita Fece altra ferita La mia crudeltà 16. - Oh quanto fui stolto Oh quanto fui ingrato A un Dio svenato Per somma bontà 17. - Oh me sventurato Se seguo a peccare Se seguo a piagare Chi vita mi dà 18. - Quest'alma ribelle nel giorno d'orrore Al gran Redentore Che scusa farà 19. - Allor che sdegnato Sedendo sul trono Con orrido suono Così griderà 20. - Per l'uomo discesi Nel seno materno E nacqui d'inverno Con gran povertà 21. - Per l'uomo s'espose Ad aspri martori A crudi dolori La mia carità 22. - Per lui da la croce Il sangue versai La morte abbracciai Con tanta umiltà 23. - Ma ei col peccato Di novo il costato Trafissemi ingrato Con tanta empietà 24. - Va' dunque all'inferno Dirò va' spietato E quivi dannato Tua stanza sarà 25. - Che dici cor mio A tono sì atroce Non temi la voce Di tal Maestà 26. - Deh fa' penitenza E chiedi perdono Che un Dio sì buono Negar nol saprà 27. - T'aspetta il Signore E dentro il costato A un mostro sì ingrato Ricetto darà 28. - Adunque mio Dio Al tuo sen ritorno E quivi il soggiorno Mio core farà 29. - Mi getto nel mare Del sangue versato E in esso il peccato Sommerso sarà 30. - Vo' spender mia vita In pianti e lamenti Da gli occhi dolenti Un fiume uscirà 31. - Con duri strumenti Con aspri flagelli I sensi ribelli La man punirà 32. - Con spessi digiuni Vo' il corpo frenare Da me allontanare La mia iniquità 33. - Va' lungi o peccato Va' lungi dal core Non più il mio Signore Peccar mi vedrà 34. - Tu mio Salvatore Per me sì piagato Distruggi il peccato Che morte mi dà 35. - Con tanto favore io spero vittoria Del cielo la gloria A me si darà | Perdono, mio Dio,Mio Dio, perdono,Perdono, mio Dio,Perdono, pietà.Pur troppo vi offesi; Confesso, Signore, Con sommo rossore La mia iniquità. Io son quell'ingrato Che voi, Redentore, Scacciai dal mio cuore Con tanta empietà. Io son quel superbo Che un Dio oltraggiai E nulla curai Sì gran maestà. A un volto caduco Posposi il divino, E un Dio uno e trino A vana beltà. Al corpo ribelle Posposi il mio Dio, Ah piangi cor mio La tua cecità. A un bene terreno Posposi l'eterno Al Re sempiterno La stessa viltà. A vile creatura Posposi il Creatore E il sommo Signore A ria vanità. Mi pento e mi dolgo Con sommo dolore E d'ogni mio errore Vi chiedo pietà. Perdono mio Dio, Mio Dio perdono, Perdono, mio Dio, Perdono, pietà. | Perdono, mio Dio,Mio Dio, perdono,Perdono, mio Dio,Perdono, pietà.Pur troppo vi offesi; Confesso, Signore, Con sommo rossore La mia iniquità. Io son quell'ingrato Che voi, Redentore, Scacciai dal mio cuore Con tanta empietà. Io son quel superbo Che un Dio oltraggiai E nulla curai Sì gran maestà. A un volto caduco Posposi il divino, E un Dio uno e trino A vana beltà. Al corpo ribelle Posposi il mio Dio, Ah piangi cor mio La tua cecità. A un bene terreno Posposi l'eterno Al Re sempiterno La stessa viltà. A vile creatura Posposi il Creatore E il sommo Signore A ria vanità. Mi pento e mi dolgo Con sommo dolore E d'ogni mio errore Vi chiedo pietà. Perdono mio Dio, Mio Dio perdono, Perdono, mio Dio, Perdono, pietà. |